# Jean-Félix Acquaviva

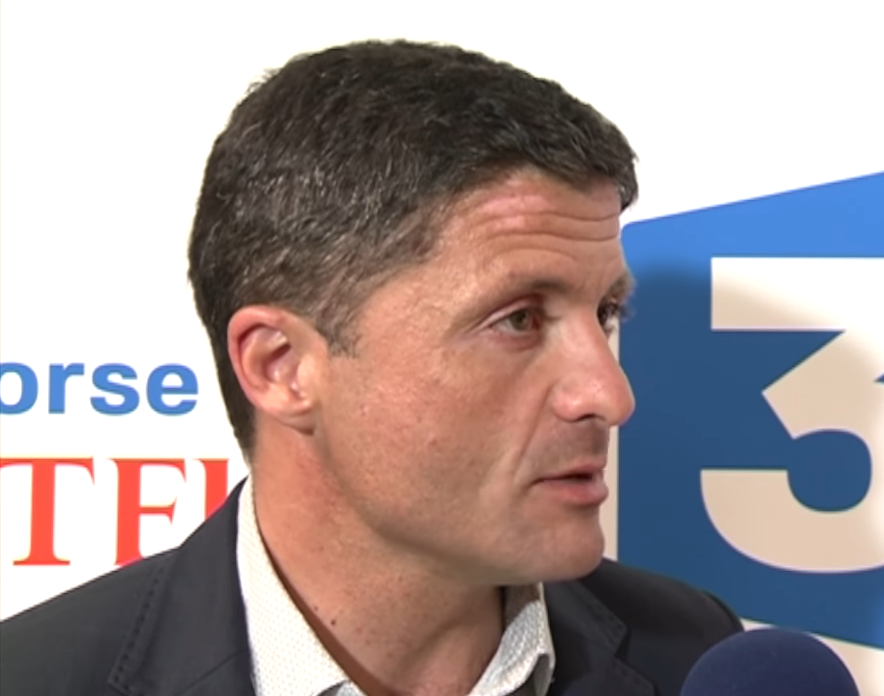
Jean-Félix Acquaviva, 2017

Jean-Félix Acquaviva (* 19. März 1973 in Bastia) ist ein französischer Politiker (Femu a Corsica) und seit 2017 Abgeordneter der Nationalversammlung.
Acquaviva war von 2008 bis 2017 Bürgermeister von Lozzi, zugleich Mitglied des korsischen Exekutivrates (conseil exécutif) und von 2016 bis 2017 Präsident des korsischen Verkehrsamtes.
Bei den Parlamentswahlen 2017 wurde er im zweiten Wahlkreis des Départements Haute-Corse in die Nationalversammlung gewählt. Das dortige Mandat übte zuvor Paul Giacobbi (PRG) aus. Zudem ist er seit den Regionalwahlen 2021 Mitglied der beratenden Versammlung Korsikas (Assemblée de Corse).
Im Dezember 2018 wurde er zum Generalsekretär (secrétaire national) der korsisch-autonomistischen Partei Femu a Corsica gewählt.
Acquaviva ist ein Cousin von Gilles Simeoni.